# 硝基乙烷
硝基乙烷是分子式為C2H5NO2的有机化合物。在许多方面与硝基甲烷相似，纯硝基乙烷在一般条件下為无色、具有水果味的油性液體。

## 制備
工業上可通过在350–450°C下用硝酸與丙烷反應来生產硝基乙烷。该放热反应會产生四种工业上重要的硝基烷：硝基甲烷、硝基乙烷、 1-硝基丙烷和2-硝基丙烷。该反应涉及自由基形成，例如CH3CH2CH2O·（正丙氧基自由基），是通过相對應的亚硝酸酯均裂作用生成的。这些烷氧基自由基很容易发生碳碳單鍵断裂反应，这解释了反應產物是混合物的原因 。
或者，可以通过卤代乙烷（例如氯乙烷、溴乙烷或碘乙烷）与亞硝酸银在乙醚或THF中的Victor Meyer反应来生成硝基乙烷。该反应的Kornblum修饰使用在二甲基亚砜或二甲基甲酰胺溶剂中的亚硝酸钠做反應試劑。 

## 用途
透過亨利反应這樣的缩合反应，硝基乙烷可被轉化为幾種具有商業價值的化合物。若此化合物與3,4-二甲氧基苯甲醛缩合，可得到降血壓藥甲基多巴的前体;与未取代的苯甲醛缩合生成苯基-2-硝基丙烯。硝基乙烷與兩當量的甲醛缩合，氢化后可生成2-氨基-2-甲基-1,3-丙二醇，2-氨基-2-甲基-1,3-丙二醇与油酸缩合可生成噁唑啉，噁唑啉质子化生成阳离子表面活性剂。
像其他一些硝化有机化合物一样，硝基乙烷也被用作燃料添加剂和火箭推进剂的前体。
硝基乙烷是用于聚合物（例如聚苯乙烯）的有用溶剂，并且对于溶解氰基丙烯酸酯粘合剂特别有用。在化妆品应用中，它已被用作人造指甲去除剂和高架天花板密封胶喷雾剂的成分。
以前，硝基乙烷曾在实验室中成功用作化学原料（前驅物），可用于合成多种物质和消费品，例如甲基安非他命，其使用在19世纪和20世纪很普遍（特别是在第二次世界大战期间，盟军和纳粹皆用此藥物來刺激士兵情绪，對其食欲和睡眠抑制以及增強注意力，机敏性）。硝基烷烃是用于合成许多苯乙胺衍生物的许多成分之一，包括药物如甲基安非他命和外消旋化合物安非他命 ，一種治療肥胖的厌食药。 

## 毒性
硝基乙烷被可能認為会造成基因损害，并对神经系统有害。典型的TLV/TWA为100 ppm。典型的STEL为150 ppm。皮肤接触会导致人类患上皮炎。在动物研究中，观察到硝基乙烷暴露会导致流泪，呼吸困难，呼吸異音，水肿，肝肾损害和麻痺。  曾有兒童因误食人造指甲去除剂，攝取此化合物而中毒。 
据报告大鼠的LD50為1100 毫克/公斤。